# Герб Маї
Ге́рб Ма́ї — офіційний символ міста Мая, Португалія. Використовується як територіальний герб. У золотому щиті пучок із трьох зелених пшеничних колосків, перев'язаний в основі червоною стрічкою. Обабіч нього червоний тамплієрський хрест праворуч і мальтійський хрест ліворуч. У чорній главі щита золотий орел по пояс із розправленими крилами. Внизу щита хвилясті смуги — дві сині, між якими одна срібна. Щит увінчує срібна мурована міська корона з п'ятьма вежами.  Під щитом біла стрічка, на якій великими літерами напис португальською: «concelho da Maia» (рада Маї).  Офіційно затверджений 23 серпня 1986 року. Створений на основі попереднього містечкового герба, ухваленого 26 травня 1936 року. 

## Галерея

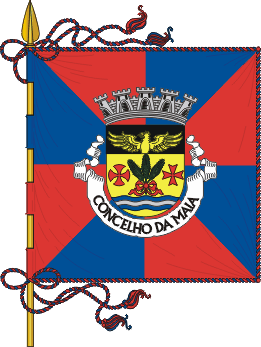
Прапор